# Raúl Ferrero Costa
Raúl Enrique José Ferrero Costa (Lima, 17 de marzo de 1941) es un abogado, jurista y político peruano. Fue senador en el breve periodo 1990-1992 y decano del Colegio de Abogados de Lima desde 1987 hasta 1992.

## Biografía
Nació en la ciudad de Lima, el 17 de marzo de 1941. Es hijo del expresidente del Consejo de Ministros Raúl Ferrero Rebagliati y de Yolanda María Costa Elice. Fue hermano del abogado y magistrado Augusto Ferrero Costa, así como primo de los exministros Carlos Ferrero Costa, Eduardo Ferrero Costa y Gino Costa.
Estudió la carrera de Derecho en la Pontificia Universidad Católica del Perú; y luego de ello viajó al Reino Unido, en donde obtuvo un postgrado en Desarrollo Económico y Administrativo en la Universidad de Leeds. Obtuvo un doctorado en Derecho y Ciencias Políticas en la Universidad Nacional Mayor de San Marcos.
Fue decano del Colegio de Abogados de Lima desde 1987 hasta 1992 y fundador del estudio de abogados que lleva su nombre, el cual es uno de los más prestigiosos de la ciudad de Lima.

## Trayectoria política

### Senador de la República
Raúl Ferrero incursionó en el ámbito político cuando se integró al Movimiento Libertad liderado por Mario Vargas Llosay posteriormente fue candidato al Senado de la República por el Frente Democrático en las elecciones parlamentarias del año 1990. Ferrero fue elegido con 155,571 votos y juramentado para el periodo parlamentario 1990-1995.
Durante su período legislativo, fue presidente de la Comisión de Justicia en 1991 y presidente de la Comisión de Industria, Comercio e Integración del Senado en 1992. Sin embargo, su cargo luego fue disuelto el 5 de abril de 1992 tras el autogolpe de estado decretado por el presidente Alberto Fujimori.
En el ámbito académico, ha ejercido la docencia de Derecho Civil y Derecho Constitucional en la Universidad Nacional Mayor de San Marcos; del mismo modo fue catedrático en la Universidad de Lima, de donde es miembro del Consejo consultivo de la Facultad de Derecho.

## Libros
- El negocio jurídico (Lima, Rocarme, 1974)
- Los derechos humanos y sus mecanismos internacionales de protección (ONU) (Lima, Ausonia, 1980)
- Curso de Derecho de las Obligaciones (Lima, Cultural Cuzco, 1987; 2.ª ed., 1988; 3.ª ed., actualizada, Lima,Grijley, 2000);
- La democracia ¿en riesgo?: Una respuesta constitucional (Lima, Ediciones Luis Alfredo, 1993)
- Ensayos de Derecho Constitucional: Hacia un equilibrio de poderes (Lima, Editorial San Marcos, 1997);
- Trabajos de Derecho Constitucional: La Constitución mediatizada (Lima, Grijley, 1999);
- Columnas de opinión: de julio de 1999 a abril del 2000 (Lima, El Comercio, 2000);
- Defendiendo la Democracia (Lima, Grijley, 2001);
- Perú: Secuestro y rescate de la democracia (1992-2000) (Lima, Fondo de Cultura Económica-Universidad de Lima –Universidad de Salamanca, 2001);
- La transición en marcha (Lima, Grijley, 2002);
- La gobernabilidad (Lima, Grijley, 2003);
- Los desafíos del presente (Lima, Grijley, 2004);
- La consolidación democrática: Escritos y Estudios (2001-2005) (Lima, Nomos & Thesis, 2005)
- La reforma constitucional pendiente (1.ª ed.: Lima, Nomos & Thesis, 2006; 2.ª ed.; Editorial Grijley, 2007), 3.ª. Ed.; Editorial Grijley, 2009).